# Distrito de Bambamarca (Bolívar)
El distrito de Bambamarca es el uno de los seis distritos de la provincia de Bolívar, ubicada en el departamento de La Libertad, bajo la administración del gobierno regional de La Libertad. 
Desde el punto de vista jerárquico de la Iglesia católica forma parte de la prelatura de Huamachuco.

## Historia
Fue creado a principios de la República. Perteneció a la provincia de Pataz hasta la creación de la provincia de Caxamarquilla a la que se anexó por Ley n.º 2346 del 20 de noviembre de 1916.

## Geografía
La provincia tiene una extensión de 165,2 km².
El distrito de Bambamarca es uno de los distritos más naturales en lo que respecta a su agricultura y ganadería de la región la libertad. así mismo tiene grandes fortalezas preincas. Actualmente la zona urbana del distrito capital está constituido por casas de piedra y calles pavimentadas con piedra de la zona.

## Autoridades

### Municipales
- 2011 - 2014:[2]
  - Alcalde: Carlos Alberto Peche Quiñones, del Partido Aprista Peruano (PAP).
  - Regidores: Eloy Echeverría Rodríguez (PAP), Moisés De La Cruz Chiguala (PAP), Carlos Apolonio Martínez Reyes (PAP), Aurelicia Avisac Rodríguez Castro(PAP), Wilfredo Chiguala Castro (Alianza para el Progreso).[3]

### Policiales
- Comisario: SS PNP.

### Religiosas
- Prelatura de Huamachuco[4]
  - Obispo prelado de Huamachuco: Sebastián Ramis Torres, TOR.[5]

## Festividades
Fiesta Patronal de San Martín de tours  - Celebrado del 1 al 15 de noviembre - Días centrales: 11 y 12 de noviembre.
Fiesta Patronal del Señor de los Milagros - día central 23 de septiembre.
Fiesta Patronal de la Virgen del Rosario - Celebrado los primeros días del mes de octubre.
Semana Santa.
Carnavales.
Día del campesino.
Aniversario del Colegio Tupac Amaru II.